# SV Vorwärts Falkenberg
Der SV Vorwärts Falkenberg (voller Name Sportverein Vorwärts Falkenberg) war ein Fußballverein aus der Stadt Falkenberg/Elster im Landkreis Elbe-Elster in Brandenburg, dessen erfolgreichste Zeit in den 1920er Jahren lag.

## Geschichte
Der SV Vorwärts Falkenberg wurde am 26. Januar 1919 in Falkenberg/Elster gegründet, einer Gemeinde, die damals zum Landkreis Liebenwerda in der preußischen Provinz Sachsen gehörte. Der Verein schloss sich dem Verband Mitteldeutscher Ballspiel-Vereine an und gehörte dort zum Gau Elbe/Elster. In den Spielzeiten 1923/24 und 1924/25 wurde er jeweils Vizemeister im Gau Elbe/Elster.
In der Spielzeit 1926/27 wurde der SV Vorwärts Falkenberg Meister im Gau Elbe/Elster und nahm anschließend an der Mitteldeutschen Meisterschaftsrunde teil. In deren ersten Runde schied der Verein gegen den VfL 1911 Bitterfeld mit 3:7 aus. Nach drei weiteren Spielzeiten in der Gauliga Elbe/Elster und einem Jahr in der Gauliga Mulde stieg Vorwärts Falkenberg 1931 in den unterklassigen Fußball ab, schaffte aber 1932 den sofortigen Wiederaufstieg in die Gauliga Mulde. Nach der Neuordnung der Ligenstruktur im Jahre 1933 spielte der Verein nicht mehr oberklassig. 1945 wurde der Verein von der sowjetischen Besatzungsmacht aufgelöst.
Die Traditionslinie von Vorwärts Falkenberg führt über den 1945 gegründeten SV Falkenberg, die 1949 aus diesem hervorgegangene Sportgemeinschaft Friedrich List Falkenberg und die 1951 gegründete Betriebssportgemeinschaft (BSG) Lok Falkenberg zum 1990 gegründeten ESV Lok Falkenberg, der seit 2014 in der neuntklassigen Kreisoberliga Südbrandenburg spielt.